# Центурион (банковская карта)

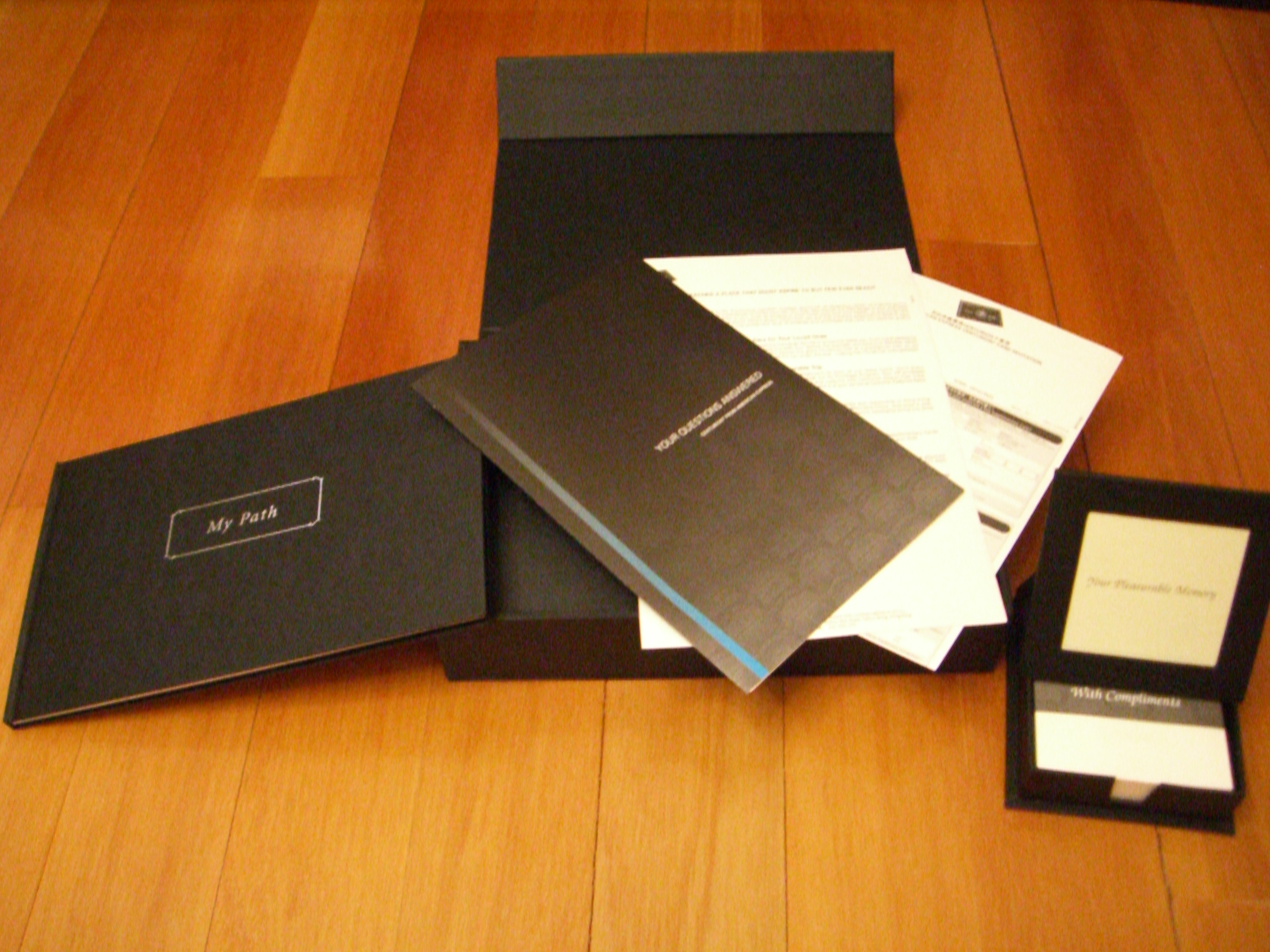
Пригласительный набор для Гонконга.

Карта Центурио́н (или Чёрная карта) — самая уникальная и дорогая кредитная карта, выпускаемая компанией American Express. Карта Центурион предоставляет своему владельцу широкий спектр эксклюзивных привилегий. В США больше не высылаются приглашения на получение этой карты. Вместо этого необходимо самостоятельно подать заявку на её получение и выполнить ряд строгих критериев. В 2007 году ежегодная абонентская плата за пользование Чёрной картой составляла $2500.

## История
Я ждал, пока [съёмочная группа] передвинет несколько камер, и подошедший ко мне парень из съёмочной команды говорит: "У вас есть чёрная карта?" И я отвечаю: "Нет, а что это за чёрная карта?" Он отвечает: "В мире их всего три. У султана Брунея есть одна, у президента American Express есть одна, и я  подумал, что у вас будет третья". На следующее утро я позвонил президенту American Express и спросил: "Существует ли чёрная карта?" Он говорит: "Это просто слухи. Её не существует." И потом он сказал: "Но знаете что? Это неплохая идея". И так они её создали, дав её мне первому.
Слухи о существовании банковских карт, позволяющих тратить неограниченные суммы денег и совершать покупки в магазинах после их закрытия, которыми возможно владели знаменитости и богачи, появились в 1980-х годах.
В 1988 году в американском издании The Wall Street Journal вышла статья, согласно которой годом ранее прекратился выпуск эксклюзивной членской карты American Express чёрного цвета. Журналисты утверждали, что после пробного четырёхлетнего испытательного срока карта «оказалась у избранной группы потребителей, которых по всему миру было менее 1 000». Представитель AE Ли Мидлтон подтвердил изданию существование чёрной карты, которую предоставили клиентам, имевшим «существенные банковские отношения» с American Express Bank Ltd. (нью-йоркской материнской компании дочерних банков AE в Швейцарии). Среди предоставлявшихся услуг были «отправка клиентам лимузинов и вертолётов, бронирование отпуска и предоставление медицинской помощи в экзотических местах». По словам сотрудника компании, отказ от чёрной карты в 1987 году был продиктован появлением новой платиновой карты, предоставлявшей «95% услуг» её предшественницы.
В октябре 1999 года компания American Express приняла решение обратить эти слухи на собственную прибыль и выпустила карту Центурион, которая распространялась среди избранных владельцев Платиновых карт. Ежегодная абонентская плата составляла $1 000. Слухи о неограниченном кредите этой карты появились благодаря информационной карте чёрного цвета, которая выдавалась держателям карт, тратившим особенно много денег. Эта карта не являлась банковской картой, на ней лишь содержались важные телефоны (например, личного менеджера в American Express).

## Доступность и стоимость
По состоянию на 1 августа 2007 года в США для получения карты Центурион нужно было тратить не менее $250 000 в год, иметь отличную кредитную историю и большое финансовое состояние. Некоторые требования могут изменяться специально для знаменитых людей. В других странах требования также могут незначительно отличаться.
Стоимость заведения карты Центурион составляет $5 000, ежегодная абонентская плата — $2 500.
Владельцы карты Центурион могут получить неограниченное количество дополнительных карт той же категории за $1 500 в год ($5 000 за её заведение платить не требуется), $175 за Platinum и $45 за Gold, «привязанные» к основному счёту карты Центурион.
| Страна                                               | Платёж                                      | Эквивалент в USD     |
| ---------------------------------------------------- | ------------------------------------------- | -------------------- |
| США                                                  | US$2500 + единовременный платёж US$5000     | US$2500 +US$5000     |
| Англия                                               | £1800                                       | US$2900              |
| Франция, Италия, Испания, Нидерланды, Дания и Швеция | €2000                                       | US$2634              |
| Германия                                             | €1000                                       | US$1317              |
| Швейцария                                            | 2000 CHF                                    | US$1639              |
| Австралия                                            | AU$4300                                     | US$3660              |
| Япония                                               | ¥367 500                                    | US$3400              |
| Гонконг                                              | HK$19 800 + единовременный платеж HK$23 800 | US$2547 +US$3061     |
| Сингапур                                             | SG$5000                                     | US$3260              |
| Мексика                                              | Около 27 000 песо                           | US$2500              |
| Международная карта                                  | US$2800/EUR 2800                            | (на 1 сентября 2007) |
| Израиль                                              | US$2000                                     | US$2000              |
| Россия                                               | 150 000 рублей                              | US$1600              |